# Serie 1 (DBU Lolland-Falster)
 For alternative betydninger, se Serie 1. (Se også artikler, som begynder med Serie 1)
Serie 1 (DBU Lolland-Falster) er den sjettebedste fodboldrække (en blandt flere) i Danmarksturneringen.
Det er derimod den næstbedste fodboldrække for herrer administreret af lokalunionen Lolland-Falsters Boldspil-Union (LFBU). Serien består af i alt 12 hold, som spiller 22 kampe ude og hjemme. Fodboldrækkens turnering følger kalenderåret med start i foråret og afslutning i efteråret. De bedstplacerede hold rykker op i Lolland-Falsterserien (fodbold).
| Fodbold | Spire Denne artikel om en fodboldturnering er en spire som bør udbygges. Du er velkommen til at hjælpe Wikipedia ved at udvide den. |